# Бадр ибн Абдул-Мухсин Аль Сауд
Бадр ибн Абдул-Мухси́н Аль Сауд (араб. بدر بن عبدالمحسن آل سعود‎; 2 апреля 1949, Эр-Рияд — 4 мая 2024, Париж) — саудовский принц и поэт, президент Саудовского общества культуры и искусств (1973—2024).

## Биография

### Происхождение и образование
Бадр ибн Абдул-Мухсин Аль Сауд родился 2 апреля 1949 года в семье принца Абдул-Мухсина ибн Абдул-Азиза Аль Сауда и его супруги Вадхи бинт Хамуд Аль Рашид.
Принц получил школьное образование на родине и в Александрии (Египет), где посещал среднюю школу королевы Виктории. Затем он отправился получать образование в Великобританию и США и во время этого путешествия его сопровождали многие известные поэты страны.

### Литературная деятельность
Принц Бадр был известен как один из выдающихся поэтов Саудовской Аравии и был автором пяти изданных сборников собственных стихотворений. Он начал писать стихи с 16 лет. Его стихотворения легли в основу многих песен, исполнявшиеся многими известными арабскими певцами, а также принц сотрудничал с известными композиторами, переложившими на музыку его произведения. Принца Бадра называли «пионером модернизма поэзии в Саудовской Аравии».
По словам литературоведа Муниры аль-Гадир, «английский перевод его поэзии напоминал перевод поэтов-романтиков и отражал духовный и гуманистический тон Халиля Джебрана». Принц Бадр «объединил две часто разрозненные формы и дал толчок течениям поэзии: набати (бедуинская поэзия) и модернистская поэзия — чтобы проложить свой путь».
В 1973 году принц Бадр стал президентом Саудовского общества культуры и искусств и занимал пост председателя Саудовской поэтической организации.

### Награды
В 2019 году король Салман ибн Абдул-Азиз наградил его медалью короля Абдул-Азиза. 24 марта 2019 года ЮНЕСКО в честь Всемирного дня поэзии удостоил его специальной награды от организации.

### Смерть
Скончался 4 мая 2024 года в Париже в возрасте 75 лет после продолжительной болезни. В память о принце Бадре Королевская комиссия по литературе, издательскому делу и переводам объявила о планах собрать и опубликовать полное собрание литературных произведений, чтобы увековечить его наследие и отметить глубокое влияние, которое он оказал на творческое движение в стране.